# Sciara praescellens
Sciara praescellens är en tvåvingeart som beskrevs av Frederick Askew Skuse 1890. Sciara praescellens ingår i släktet Sciara och familjen sorgmyggor. Inga underarter finns listade i Catalogue of Life.